# Dock Sud
Dock Sud è una città dell'Argentina, situata nel partido di Avellaneda, all'interno della provincia di Buenos Aires.

## Sport

### Calcio
La principale società calcistica cittadina è il Club Sportivo Dock Sud, fondato nel 1916. Il Club Atlético San Telmo sebbene abbia la sua sede nell'omonimo quartiere di Buenos Aires, disputa le sue partite interne presso lo stadio Osvaldo Baletto, situato nel quartiere di Dock Sud chiamato Isla Maciel. Le due squadre e le due tifoserie sono divise da una fortissima rivalità che fanno di questo clásico uno dei più pericolosi del paese. È inoltre la città natale del noto ex calciatore Javier Zanetti